# Macs Page
Pour les articles homonymes, voir Page.
Pas d'image ? Cliquez ici

a Compétitions nationales et continentales officielles uniquement.

b Matchs officiels uniquement.
Dernière mise à jour le 4 novembre 2024.
Macs Page, né le 17 décembre 2004 à Dinas Cross (pays de Galles), est un joueur gallois de rugby à XV jouant au poste de centre avec les Scarlets.

## Biographie

### Jeunesse et formation
Natif du Pembrokeshire, Macs Page étudie à l'Ysgol y Preseli (en) et évolue au niveau junior avec le Fishguard RFC ainsi que le Crymych RFC.
Initialement membre du centre de formation de l'équipe de football de Swansea City, Macs Page choisit finalement de s'orienter vers le rugby à XV et rejoint les Scarlets.
En début d'année 2024, il participe au Tournoi des Six Nations des moins de 20 ans sous les couleurs de l'équipe du pays de Galles des moins de 20 ans.

### Carrière professionnelle
Macs Page fait ses débuts en championnat avec les Scarlets lors de la saison 2023-2024 du United Rugby Championship (URC), affrontant le Zebre Parma en mai 2024,. Sélectionné pour le Championnat du monde junior 2024, il se fait remarquer en réalisant notamment un triplé face à l'Australie, lui valant une place dans l'équipe type de la compétition du site britannique The Rugby Paper,.
En ouverture de la saison 2024-2025 de l'URC, il inscrit son premier essai en professionnel face au Benetton Trévise, et marque un second essai dans le match suivant contre Cardiff Rugby, seulement 14 secondes après le coup d’envoi. Avant la tournée d'automne 2024, il est invité à s'entraîner avec l'équipe du pays de Galles, afin que Warren Gatland évalue son niveau, sans être toutefois intégré officiellement à l'effectif,.